# Ed (Cowboy Bebop)
(Ed.)
Edward Wong Hau Pepelu Tivrusky IV (エドワード・ウォン・ハウ・ペペル・チブルスキー4世?, Wong Hau Peperu Chibrusuki Yon-se Edowado), o più comunemente Ed (エド?, Edo), è un personaggio dell'anime Cowboy Bebop dell'autore Shinichiro Watanabe, doppiato in giapponese da Aoi Tada, ed in italiano da Gemma Donati.
Ed è un membro dell'equipaggio del Bebop, ed è l'hacker della squadra di cacciatori di taglie. Ha tredici anni, e il lungo ed esotico nome di cui si serve è una sua mera invenzione, mentre quello autentico è Françoise Appledelhi (フランソワーズ・アップルデリー?, Furansowāzu Appuruderī).

## Caratteristiche

### Personalità
Ed manifesta numerosi atteggiamenti da genio eccentrico, quali una grande predisposizione alla distrazione, la tendenza a parlare fra sé ad alta voce e canticchiare filastrocche infantili o di cultura popolare. Spesso ripete le ultime parole delle persone che parlano prima di lei, e risponde alle domande con frasi apparentemente prive di senso o talvolta veri e propri nonsensi.
Ha di frequente dei "momenti autistici", simili a trance, in cui sembra astrarsi dalla realtà. Si riferisce quasi sempre a sé stessa in terza persona e raramente interagisce con altri personaggi in una vera conversazione.
Potrebbe essere considerata una sorta di "spirito libero", molto amante della natura e degli spazi aperti. Il suo carattere stravagante, che spesso sembra quasi Sindrome da deficit di attenzione e iperattività, sono la fonte primaria dell'umorismo dell'anime.
Ed ha inoltre numerose caratteristiche comportamentali rispecchianti quelle di un animale selvatico; in particolare per quanto riguarda la tendenza a mordere le persone o il modo di camminare, difatti è sempre a piedi nudi e si sposta a quattro zampe, rotolando, o sui palmi delle mani, utilizzando i propri piedi anche per compiti che normalmente si svolgono con gli arti superiori. In un'occasione dimostra di non riuscire a camminare con indosso un paio di calze.
Le piace dormire almeno dodici ore al giorno, ha un metabolismo incredibilmente rapido e sembra prediligere la compagnia animale a quella umana, come si evince dal rapporto che durante la serie instaura con Ein.
Nonostante le numerose stranezze, Edward è, molto probabilmente, il personaggio più intelligente della serie.

### Aspetto
Ed è alta 4' 5" ft (pari a 136 cm), pesa 35 Kg, e il suo gruppo sanguigno è AB. Ha gli occhi giallo oro, i capelli rossi e arruffati, la carnagione scura e un viso simile a quello di un felino. La corporatura scarna, non presentando caratteri sessuali secondari, non permette l'identificazione ad occhio del sesso del personaggio.
Veste sempre con una corta sformata bianca camicia, che scopre la pancia e dei pantaloncini neri aderenti con una striscia viola su entrambi i lati.
Originariamente, il personaggio era basato su una descrizione dell'autrice della colonna sonora della serie, Yōko Kanno, ed era pensato come un ragazzino dalla pelle scura. Per bilanciare il sesso dei personaggi a bordo del Bebop, il sesso di Ed fu cambiato all'ultimo momento, ma venne mantenuto quasi inalterato il character design del progetto originario.

## Biografia del personaggio

### Antefatti
Del passato di Françoise non si sa quasi nulla, tranne che è nata il 1º gennaio 2058 sulla Terra e che ha trascorso i primi anni della sua infanzia in un orfanotrofio, lasciatavi dal padre, un cartografo (lavoro piuttosto discutibile, su di un pianeta che, a causa delle perpetue piogge di meteoriti, cambia continuamente il proprio aspetto topografico) chiamato Siniz Hesap Lütfen Appledelhi. Nel manga (spin-off) viene rivelato che il suo migliore amico era un bambino chiamato "Tomato" (stesso nome che Ed ha dato al suo computer), anch'egli appassionato di informatica.
Bambina-prodigio, genio dei computer e hacker imbattibile, essendo cresciuta senza genitori si autoattribuisce il nome fittizio di Edward Wong Hau Pepelu Tivrusky IV. Circa due anni prima dell'inizio della serie, Ed fugge dall'orfanotrofio per motivi non chiari: presumibilmente la ricerca del padre o la semplice voglia di libertà.
Nel periodo di tempo intercorso tra la sua fuga e il primo incontro con i futuri compagni di viaggio, Ed si costruisce una discreta fama come pirata informatico con il nickname di "Radical Edward". Sembra inoltre che fosse una fan del Bebop ben prima di entrare nell'equipaggio: infatti ne possiede diversi poster oltre ad un modellino telecomandato fatto con una tazza in styrofoam (un tipo di polistirene estruso) e falde di cartone.

### Nella serie
Quando Jet e compagni si mettono sulle tracce di un misterioso pirata informatico colpevole di aver vandalizzato la superficie della Terra manomettendo un satellite, Ed scopre che il colpevole non è altri che il software stesso del satellite. In cambio del suo aiuto riesce a strappare a Faye la promessa di farla diventare un membro della ciurma. Nonostante il tentativo della ragazza di andarsene senza mantenere la parola data, Ed riesce ad ottenere quanto desiderato prendendo il controllo del Bebop tramite il suo computer, costringendo così la ciurma a prenderla a bordo per poter partire.
A bordo del Bebop il compito principale di Ed è quello di occuparsi di reperire informazioni e crackare sistemi informatici, motivo per il quale raramente la ragazzina prende parte alle operazioni di cattura di un criminale, salvo che in qualche episodio a sfondo comico.
Ed sviluppa un forte legame con Jet, che si comporta nei suoi confronti come una sorta di padre, e anche con Faye. Inoltre è l'unica che sembra in grado di capire Ein, ed è anche l'unica che lo tratta con riguardo, arrivando a considerarlo come il suo animale da compagnia.
Dopo che nel dormiveglia rivela a Faye di sapere dove è situato il luogo ripreso nella videocassetta Betamax testimone del passato della donna, ovvero Singapore, la stessa Faye si fa accompagnare sulla terra da Ed. Durante il viaggio le due passano per l'orfanotrofio che aveva visto i primi anni della bambina: qui le viene comunicato che suo padre è passato a cercarla. Tornate al Bebop, Faye, dopo aver recuperato la memoria, parte nuovamente, convincendo Ed ad andare a sua volta in cerca dei suoi affetti.
Seguendo il consiglio della ragazza, Ed gonfia enormemente la taglia sulla testa del padre per convincere Jet e Spike a cercarlo. Nel momento in cui padre e figlia si ricongiungono i due cacciatori di taglie capiscono di essere stati ingannati, ma ricevono un cesto di uova da Appledelhi come ricompersa per il disturbo. Poco dopo il ricongiungimento, l'uomo si deve tuttavia separare nuovamente da Ed per proseguire la sua missione di disegnare la cartina della Terra, lasciando indietro la figlia senza farsi problemi.
Al tramonto di quello stesso giorno, Ed abbandona il Bebop, accompagnata dal fedele Ein (non appare chiaro se lo faccia per mettersi sulle tracce del padre o semplicemente per andare all'avventura in solitaria). Prima di andarsene regala una girandola a Spike e disegna sul ponte dell'astronave una emoticon sorridente simile a quelle sul suo PC, con la scritta "BYE BYE".

## Abilità
Edward è dotata di un'intelligenza che rasenta la genialità, ed è una grande esperta di informatica ed elettronica, oltre che una fenomenale hacker e un'efficientissima cracker. Dispone inoltre di una notevole manualità, ed è in grado di utilizzare i piedi come fossero mani, riuscendo così a svolgere un'attività due volte più velocemente rispetto ad una persona normale.
Ed possiede un'agilità paragonabile a quella di una scimmia, e vanta un'innata capacità acrobatica. In una sola occasione la si è vista combattere, dove ha comunque dimostrato di sapersi perfettamente servire di queste sue qualità anche in battaglia.
Possiede un paio di occhiali con i quali può interagire direttamente su internet, in un ambiente simile alla realtà virtuale.